# Звездан Терзић
Звездан Терзић (Врбас, 21. мај 1966) је бивши српски фудбалер, а садашњи фудбалски функционер. Био је директор ОФК Београда (1997—2005), затим председник Фудбалског савеза Србије (2005—2008) а од 2014. године је генерални директор ФК Црвенa звездa.

## Играчка каријера
Прве фудбалске кораке је направио у Његошу из Ловћенца, а са 13 година је прешао у АИК из Бачке Тополе. Са 17 година је дебитовао у првом тиму АИК-а, а 1987. године прелази у ОФК Београд. У клубу са Карабурме је био до 1996. године, где је шест година носио капитенску траку. Играо је једну годину у грчком прволигашу Касторији у сезони 1996/97, након чега је прекинуо играчку каријеру пошто је добио позив да се врати у ОФК Београд и постане генерални директор. У време ембарга 1992. до 1995. године наступао је четири пута за најбољу репрезентацију Југославије у незваничним мечевима. Играо је на позицији штопера.

## Административна каријера

### ОФК Београд
Терзић је преузео ОФК Београд у тренутку када је клуб играо у другој лиги, и убрзо их је вратио у Прву лигу. Током његовог боравка, ОФК Београд се 2003. године, после 29 сезона, пласирао у европско такмичење (Интертото куп), а већ следеће године су стигли до полуфинала Интертото купа, где је од њих био бољи мадридски Атлетико. Довео је у клуб многе играче који су касније направили успешне каријере (Ивановић, Коларов, Тошић, Баша...)
После вишегодишњег рада у клубу, кандидовао се за председника Фудбалског савеза Србије.

### Фудбалски савез Србије
У јануару 2005. године једногласно је изабран за председника Фудбалског савеза Србије, који је после одвајања Црне Горе постао највише фудбалско тело у држави. Тада је Терзић као председник заменио плаве дресове са црвеним, стари грб савеза са две петокраке заменио је новим са четири оцила што су касније прихватили и остали спортови, па је Фудбалски савез Србије био "локомотива" буђења новог спортског патриотизма. За време Терзићевог мандата млада репрезентација је освојила друго место на Европском првенству 2007. у Холандији. Довео је за селектора Шпанца Хавијера Клементеа који је од 22 играча са СП у Немачкој 2006. задржао само четворицу и потпуно подмладио репрезентацију. Србија се није пласирала на Европско првенство 2008. у Аустрији и Швајцарској, али је формиран тим који је наследио наредни селектор Радомир Антић.
После расписане полицијске потраге због наводних малверзација у ОФК Београду, 12. марта 2008. године, са непознате адресе поднео неопозиву оставку на место председника ФСС.

### Црвена звезда
У јуну 2014. године је постављен за вршиоца дужности генералног секретара ФК Црвена звезда. У децембру исте године је преузео функцију генералног директора, коју са успехом обавља више од 10 година. Током Терзићевог боравка у клубу, Црвена звезда је освојила девет титула државног првака, од тога осам узастопних. Од 2014. године црвено-бели су пет пута подигли пехар Купа Србија, али и освојили пет узастопних дуплих круна.
Од доласка Звездана Терзића на Маракану Црвена звезда је четири пута наступила у групним фазама Лиге Европе и три пута обезбедила нокаут фазу такмичења, а црвено-бели су од 2014. године у четири сезоне били учесници и Лиге шампиона. Учешће у најквалитетнијем европском фудбалском такмичењу за сезону 2023/24 Црвена звезда је обезбедила прва у Европи, а у такмичарској години 2024/25 црвено-бели су успели да изборе пласман у историјски нови формат Лиге шампиона. У сезони 2018/19. Црвена звезда је у Београду победила енглески Ливерпул, који је касније у истој сезони постао шампион Европе.

## Контроверзе
Од краја јануара 2008. године, није се појављивао у Србији. Прво се огласио рекавши да је у Америци на стручном усавршавању а касније да се морао задржати на лечењу у Лондону због повреде рамена коју је зарадио на скијању у Француској. Неколико пута се оглашавао телефонским конференцијама за штампу. У интервјуу датом Вечерњим новостима, 2. марта 2008, је изјавио да се враћа у Србију до краја недеље, што се није десило. Министарство унутрашњих послова је 4. марта 2008. расписало потерницу за Терзићем, због постојања основане сумње да је извршио кривично дело злоупотреба службеног положаја. У јулу 2008. Интерпол такође расписује потерницу за Терзићем.
Скупштина ОФК Београда је 23. децембра 2008. године заузела једногласан став да Звездан Терзић није оштетио клуб, већ да га је својим радом обогатио. Играчи Грубач, Станић и Ивановић су изјавили да их Терзић није оштетио и да им је био као отац.
Медији су 21. фебруара 2009. објавили да је био ухапшен у Будви, али је црногорска полиција то демантовала.
У јулу 2009. године адвокат Владан Батић је поднео захтев за јемство у износу од 200.000 евра да се Терзић врати у Србију и брани са слободе.
У јулу 2010, више јавно тужилаштво у Београду подигло је оптужницу против Звездана Терзића, некадашњег директора ОФК Београд, Милована Никодиновића, бившег генералног секретара Заједнице прволигаша, Владимира Булатовића, бившег спортског директора ОФК Београд, и менаџера Дражена Подунавца. Подигнутом оптужницом окривљенима се на терет ставља кривично дело злоупотребе службеног положаја у вези са трансфером фудбалера Вање Грубача у немачки Хамбург, Бранислава Ивановића у Локомотиву из Москве, Стевана Стошића у шпанску Малагу и Срђана Станића у московски Спартак.
У новембру 2010. Терзић се предао Управи Криминалистичке полиције Београд, и одмах је спроведен у Окружни затвор у Београду. Седам месеци је провео у притвору, након чега је у јуну 2011. пуштен да се брани са слободе. За то је морао да положи јемство од милион евра, колико је у некретнинама прикупило неколико његових рођака и пријатеља који су ставили хипотеке на своје куће. Суђење је у наредним годинама неколико пута одложено.
Терзић је 2024. године правоснажно ослобођен оптужби за злоупотребе у вези са трансферима бивших фудбалера ОФК Београда.

## Приватни живот
Дипломирао je на Економском факултету у Београду, 1995. и на вишој тренерској школи. После магистратуре, стекао је звање Доктора наука на тему "Утицај лидера на трансформационе промене у спорту". Говори четири страна језика (енглески, руски, грчки, мађарски). Са бившом супругом Светланом има троје деце, Костадина, Никшу и Машу. Тренутно је ожењен Mилицом Марковић са којом има ћерку.